# Bister (moutarderie)
 (juillet 2017).
Bister est une entreprise belge basée à Namur spécialisée dans la moutarde.

## Historique
- 1926 : Création de l'entreprise Bister, à l'époque spécialisé dans la torréfaction de chicorée par Franz Bister.
- 1930 : Rachat d'une moutarderie de la région et en même temps de la recette secrète de la moutarde Impériale
- 1940 : La moutarde est vendue par l'épicière puisée à la louche dans un pot en grès.
- 1945 : La moutarde se vend dans un pot qui rappelle la forme de la grenade Mills, explosif à fragmentation, métaphore du goût piquant et fort.
- 1950 : Jean Bister (1925-2013) rejoint son père dans l'entreprise.
- 1960 : Jean Bister prend la direction de l'entreprise.
- 1991 : Fabienne Bister, (1963-), fille de Jean Bister, entre dans l'entreprise familiale.
- 1995 : Fabienne Bister, Licenciée en Sciences Économiques, prend la direction de l'entreprise.
- 2002 : Construction d'une deuxième usine à Troyes en France.
- 2007 : Reprise de l’activité "condiments" de la Vinaigrerie L’Étoile basée à Wavre.
- 2010 : Les ventes annuelles frisent les 3 Mio €[1].
- 2013 : Déménagement des activités de Jambes au parc industriel d’Achêne, (Ciney)[2].
- 2019 : Rachat de Bister par le groupe Natura[3]

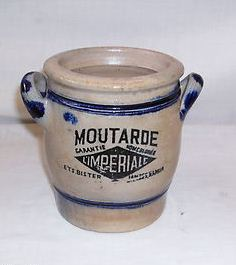
Pot de moutarde en grès (Approx 1945).